# Jörgen Olsson
Anders Jörgen Olsson (Malmö, 18 de diciembre de 1968) es un deportista sueco que compitió en lucha grecorromana. Ganó una medalla de plata en el Campeonato Mundial de Lucha de 1991 y una medalla de oro en el Campeonato Europeo de Lucha de 1993.

## Palmarés internacional
| Campeonato Mundial | Campeonato Mundial | Campeonato Mundial | Campeonato Mundial |
| Año                | Lugar              | Medalla            | Categoría          |
| ------------------ | ------------------ | ------------------ | ------------------ |
| 1991               | Varna (Bulgaria)   | Medalla de plata   | 100 kg             |
| Campeonato Europeo |                    |                    |                    |
| Año                | Lugar              | Medalla            | Categoría          |
| 1993               | Estambul (Turquía) | Medalla de oro     | 90 kg              |